# Farma Wiatrowa Kukinia
Farma Wiatrowa Kukinia – zespół elektrowni wiatrowych w województwie zachodniopomorskim, w powiecie kołobrzeskim, w gminach Ustronie Morskie i Dygowo. Najbliżej położone miejscowości to Stojkowo, Gąskowo, Dygowo, Ustronie Morskie, Rusowo, Łykowo, Kukinia i Jazy.
Farma wiatrowa docelowa składać się ma z 23 turbin wiatrowych o wysokości 139 metrów. Każda z nich posiadać będzie moc maksymalną 2,3 MW. Łączna moc pozyskiwana ze wszystkich elektrowni wiatrowych będzie wynosić 52,9 MW.
Budowa rozpoczęła się w lipcu 2012 roku, a została oddana do użytku 19 listopada 2013. Budowa została dofinansowana z Funduszy Unii Europejskiej z Programu Operacyjnego Infrastruktura i Środowisko.

## Dane techniczne
- producent: ENERCON E82 E2
- wysokość wieży: 98 metrów[2]
- wysokość wieży z łopatami: 139 metrów
- średnica łopat: 82 m[2]
- liczba elektrowni: 23
- moc jednej elektrowni: 2,3 MW
- moc łączna: 52,9 MW